# NGC 1691
NGC 1691 في الفهرس العام الجديد، هي مجرة، تقع في كوكبة الجبار. اكتشفت في 15 ديسمبر 1876 بواسطة إدوارد ستيفان.

## روابط خارجية
- NGC 1691 على موقع ويكي سكاي: DSS2, SDSS, GALEX, IRAS, Hydrogen α, X-Ray, Astrophoto, Sky Map, Articles and images